# NGC 3271
NGC 3271 је спирална галаксија у сазвежђу Шмрк (Пумпа) која се налази на NGC листи објеката дубоког неба.
Деклинација објекта је - 35° 21' 36" а ректасцензија 10h 30m 26,5s. Привидна величина (магнитуда) објекта NGC 3271 износи 11,8 а фотографска магнитуда 12,8. NGC 3271 је још познат и под ознакама IC 2585, ESO 375-48, MCG -6-23-44, AM 1027-350, PGC 30988.